# Strumento a tastiera

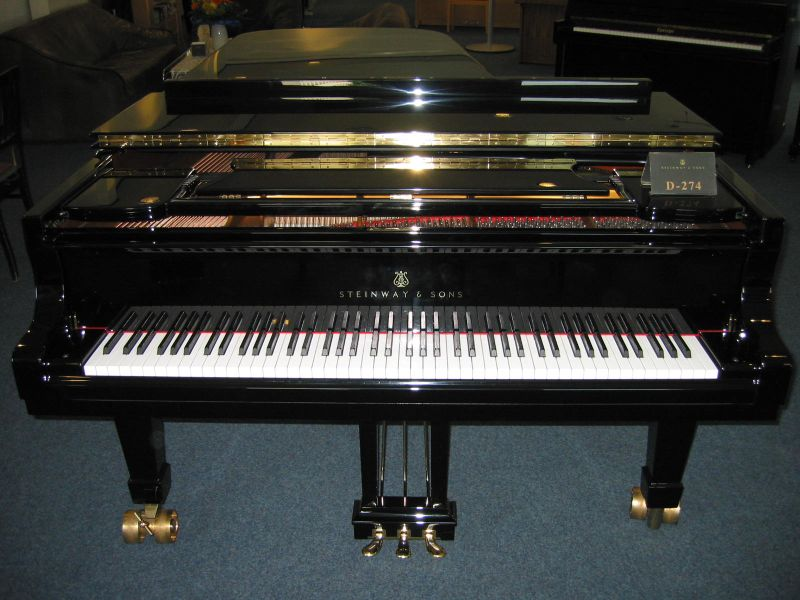
Il pianoforte, lo strumento a tastiera per eccellenza

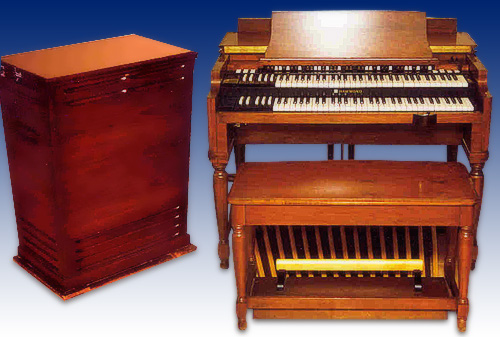
Organo Hammond con, a fianco, il Leslie

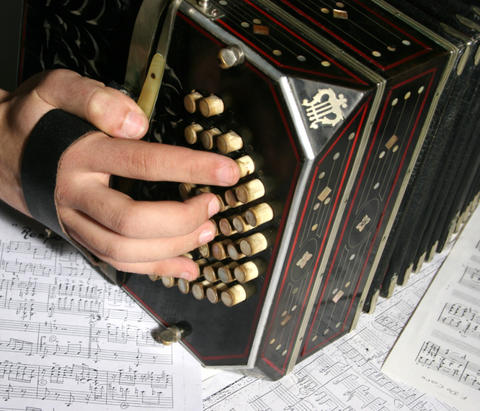
Bandoneon

Uno strumento a tastiera è un tipo di strumento musicale suonato usando una tastiera, che è una fila di leve premute con le dita. I più comuni sono il pianoforte, l'organo e varie tastiere elettroniche (compresi i sintetizzatori e i pianoforti digitali). Altri strumenti a tastiera sono la celesta, il pianino giocattolo e il carillon, che sono idiofoni a percussione gestiti da una tastiera.
Oggi il termine tastiera si riferisce, spesso, ai sintetizzatori in stile tastiera. Sotto le dita di un esecutore sensitivo, la tastiera può anche essere utilizzata per controllare la dinamica, il fraseggio, l'ombreggiatura, l'articolazione e altri elementi di espressione — a seconda della progettazione e delle capacità intrinseche dello strumento.
Un altro uso importante della parola tastiera è nella musicologia storica dove significa uno strumento la cui identità non può essere fermamente stabilita. Particolarmente nel XVIII secolo, il clavicembalo, il clavicordo e il fortepiano erano in competizione e lo stesso brano poteva essere riprodotto su più di uno. Quindi, in una frase come "Mozart eccelleva come tastierista", la parola tastiera è tipicamente tutta inclusa.
Il termine tastiera classifica gli strumenti in base a come l'esecutore suona lo strumento e non a come viene prodotto il suono. La categoria degli strumenti a tastiera comprende le seguenti famiglie (di cui, questa è solo una lista parziale):
- aerofoni (organo a canne, armonium, fisarmonica);
- idiofoni (celesta, carillon);
- cordofoni:
  - a pizzico (clavicembalo, spinetta);
  - a sfregamento (cembalo ad arco);
  - a percussione (clavicordo, pianoforte);
- elettrofoni (organi elettronici, sintetizzatori, mellotron).

## Storia

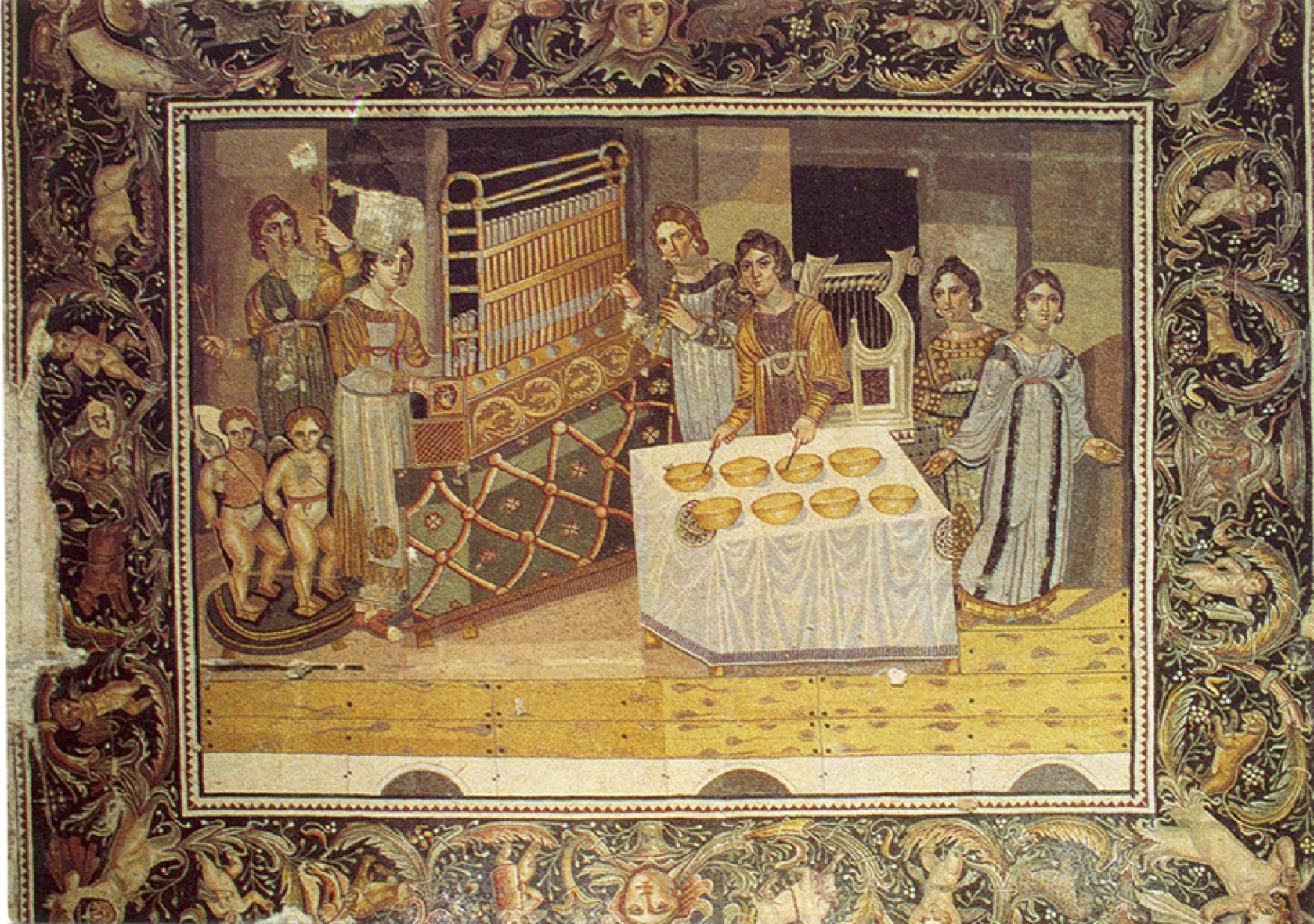
IV-VI secolo d.C. Mosaico di musicisti di sesso femminile proveniente da una villa bizantina a Maryamin (Siria).

Il primo strumento a tastiera fu il greco antico hydraulos, un tipo di organo a canne inventato da Ctesibio di Alessandria nel III secolo a.C. I tasti erano ben bilanciati e potevano essere suonati con un tocco leggero, come risulta chiaramente dal riferimento in una poesia latina di Claudiano (fine '400), che afferma magna levi detrudens murmura tactu… intent, cioè "lascialo tuonare mentre preme potenti ruggiti con un leggero tocco" (Paneg. Manlio Teodoro, 320–22). Dalla sua invenzione fino al '400, l'organo restò l'unico strumento a tastiera. Spesso, l'organo non presentava affatto una tastiera, ma piuttosto bottoni o grandi leve azionate da un'intera mano. Quasi ogni tastiera, fino al '500, aveva sette bequadri per ogni ottava.
Il clavicordo e il clavicembalo apparvero nel corso del '400 — probabilmente il clavicembalo era in precedenza. Essi erano, entrambi, comuni fino alla diffusa adozione del pianoforte nell''800, dopodiché la loro popolarità diminuì. Il pianoforte era rivoluzionario, perché un pianista poteva variare il volume (o la dinamica) del suono variando il vigore con cui veniva premuto ogni tasto. Il suo nome completo è gravicembalo con piano e forte, ma può essere abbreviato in piano-forte. Nella sua forma attuale, il pianoforte è un prodotto della fine dell''800 ed è molto diverso sia nel suono che nell'aspetto dei "pianoforti" noti a Mozart, Haydn e Beethoven. Infatti, il pianoforte moderno è significativamente diverso anche dai pianoforti del XIX secolo usati da Liszt, Chopin e Brahms.
Gli strumenti a tastiera furono ulteriormente sviluppati all'inizio del XX secolo. I primi strumenti elettromeccanici, tra cui l'Onde Martenot e l'organo Hammond, apparvero all'inizio del secolo. Questo è stato un contributo molto importante alla storia della tastiera.
Nell'ultimo decennio si è venuto a creare un movimento internazionale con esponenti in Scozia, in Francia, in Italia, con l'intento di diffondere la conoscenza della tastiera musicale esatonale, che ha avuto origine fin dai primordi della storia degli strumenti musicali, ma essendo inizialmente un prodotto di nicchia difficile da produrre e commercializzare è rimasta sconosciuta per secoli, addirittura brevettata da decine di inventori in tempi e luoghi diversi convinti di essere i primi ad averla ideata. Questo tipo di tastiera è conosciuta con molti nomi differenti a causa della sua storia nascosta: tastiera 6x6, tastiera cromatica, tastiera simmetrica, tastiera bilanciata, nota in Italia anche col nome di "Tastiera Usai" dal nome del vincitore di un concorso nella quale è stata presentata al pubblico. La tastiera esatonale è stata montata anche sulle fisarmoniche dal ricercatore indipendente Luigi Usai.

## Tastiere moderne
Sono stati fatti molti sforzi per creare uno strumento che, sebbene suoni come il pianoforte, manca di dimensioni e peso. Il pianoforte elettrico e il pianoforte digitale furono i primi sforzi che, pur essendo strumenti utili per sé, non riprodussero in modo convincente il timbro del pianoforte tradizionale. Gli organi elettronici sono stati sviluppati durante lo stesso periodo. I più recenti progetti di tastiera elettronica si sforzano di emulare il suono di pianoforti e modelli specifici, utilizzando campioni digitali e modelli di computer. Ogni tastiera acustica contiene 88 tasti; tuttavia, le dimensioni più piccole hanno un minimo di 61 tasti.

### Tipi di azione della tastiera
Una tastiera semplice ha tasti di plastica leggera con molle che li riportano nella posizione iniziale dopo esser stati suonati. L'azione di una tale tastiera è simile alla sensazione di un organo tradizionale. I tasti pesati sono progettati per simulare la resistenza di un tasto su un pianoforte acustico.

### Esplicative
1. ↑  Dalla cui fusione con la chitarra elettrica, deriva il principio di funzionamento del Fender Rhodes (piano elettrico).
2. ↑  Quest'ultimo è, di solito, installato su una torre campanaria di una chiesa o di un municipio.

### Bibliografiche
1. ↑  (EN) Welcome to the Balanced keyboard website, su Balanced Keyboard. URL consultato l'11 marzo 2021.
2. ↑  (FR) Le clavier symétrique, su Le noveau clavier. URL consultato l'11 marzo 2021.
3. 1 2   Società Editrice Athesis S.p.A., Start up, fra i cinque vincitori anche un progetto veronese, su L'Arena.it, 28 settembre 2013. URL consultato l'11 marzo 2021.
4. ↑   Strumento musicale a tastiera, 29 aprile 2013. URL consultato l'11 marzo 2021.
5. ↑  (EN) People and resources relating to the Balanced keyboard, su Balanced Keyboard. URL consultato l'11 marzo 2021.
6. ↑   Start-up / Usai La Tastiera - La tastiera innovativa per imparare la musica, su Il Sole 24 ORE. URL consultato l'11 marzo 2021.
7. ↑  (EN) Chromatic keyboard for musical instruments, 14 ottobre 1998. URL consultato l'11 marzo 2021.
8. 1 2   Tastiera Usai - Armonia simmetrica (by Luca Attanasio), su YouTube, 27 giugno 2013. URL consultato l'11 marzo 2021.
9. ↑   I vincitori di Start Cup Veneto 2013, su Univrmagazine. URL consultato l'11 marzo 2021.
10. 1 2   Luigi Usai, Riflessioni sul metodo cartesiano e la pratica musicale, Gruppo Albatros Il Filo, 2011, ISBN 978-88-567-4371-5. URL consultato l'11 marzo 2021.